# Кутейников, Анатолий Валерьевич
Анатолий Валерьевич Кутейников (род. 1932) — советский и российский кораблестроитель, доктор технических наук, академик.
Специалист в области подводного судостроения, теории и практики проектирования подводных лодок и глубоководной техники.
Внучатый племянник Н. Н. Кутейникова.

## Биография
Родился 18 февраля 1932 года в г. Ленинграде.
Окончил Ленинградский кораблестроительный институт (1956).
В Санкт-Петербургском морского бюро машиностроения (СПМБМ) «Малахит» прошёл путь от инженера-конструктора до руководителя предприятия:
- главный конструктор погружающегося стенда для отработки противолодочного оружия (1963—1965),
- заместитель главного конструктора подводных лодок второго поколения (1965—1974).
- главный инженер СПМБМ «Малахит» (1974—1992),
- генеральный конструктор — начальник СПМБМ «Малахит» (1992—1998),
- генеральный конструктор СПМБМ «Малахит» (с 1998).

Кутейников вплотную работал с «Севмашем» при создании первой АПЛ «Ленинский комсомол».
В начале 1990-х годов, как руководитель проектной организации, занимался вопросами, связанными со строительством кораблей серии «Барс».
Много лет преподавал в Санкт-Петербургском государственном морском техническом университете, был доцентом кафедры проектирования судов этого вуза.

## Заслуги
- Возглавлял разработку проектной документации атомных подводных лодок II и III поколений.
- Внес большой вклад в решение задач в области гидродинамики, проектирования корпусов подводных лодок, в создание новых систем их вооружения.
- Руководил научно-исследовательскими и опытно-конструкторскими работами по созданию сложных наукоемких объектов специального назначения.
- С началом конверсии военного производства по его инициативе и при его участии развернуты работы по проектированию подводных танкеров, газовозов и контейнеровозов, туристических подводных аппаратов различного назначения.

## Награды
- Орден Октябрьской революции
- Орден Трудового Красного знамени
- Лауреат Государственной премии РФ (1994)
- Золотая и серебряная медали ВДНХ СССР